# International Commerce Centre
International Commerce Centre (ICC Tower) (česky Mezinárodní obchodní centrum, čínsky 環球貿易廣場) je 118patrový mrakodrap ve městě Hongkong a je součástí komplexu Union Square. Na výšku měří 484 m a je tak nejvyšší budova ve městě, 12. nejvyšší na světě. Byl navržen americkou architektonickou kanceláří Kohn Pedersen Fox Associates (KPF) ve spojení s Wong & Ouyang (HK) Ltd.